# Aan de Schreve
Aan de Schreve is de heemkundige kring voor Poperinge en omstreken. Deze vereniging, die op 5 mei 1970 werd opgericht en sinds 2020 de titel Koninklijke mag voeren, publiceert sinds 1971 een gelijknamig tijdschrift dat vier keer per jaar verschijnt.
De naam van de heemkring en het tijdschrift verwijst naar de dialectische benaming van de Belgisch-Franse grens: de Schreve.

## Publicaties
- Aan de Schreve, kwartaaltijdschrift met focus op lokale en familiegeschiedenis op het grondgebied van Poperinge met deelgemeenten Krombeke, Proven, Reningelst, Roesbrugge-Haringe en Watou.[4]
- Terugblik oude stadsgezichten in de hoppestad (1983)
- De oorlog achter het front (1987)
- Van alle markten thuis – 800 jaar vrijdagmarkt (1988)
- Poperinge in puin (1990)[5]
- Poperinge ondersteboven (1990)
- Groeten uit het Hoppeland (1994)
- Poperinge in woord en beeld (1995)
- Meester Adriaen (2023)[6]
- Boudry, een familie kunstenaars (2024)[7]